# The Night the Light Went On (In Long Beach)
The Night the Light Went On (In Long Beach) ist ein Livealbum der britischen Band Electric Light Orchestra (ELO), das auch Coverversionen fremder Titel wie z. B. Roll Over Beethoven von Chuck Berry und Daytripper von der Band The Beatles enthält.

## Hintergrund
Das Album wurde am 12. Mai 1974 in Long Beach aufgezeichnet. Passend dazu sind auf dem Cover des Albums vor blauem Himmel Palmen und ein Neonwerbeschild mit dem Kürzel der Band 'ELO' und dem Albumtitel sowie am unteren Bildrand eine rote Verkehrsampel dargestellt. Einige Buchstaben des Albumtitels sind in Rot hervorgehoben: H G E W T ON G BE CH – ein Sinn darin ist nicht ersichtlich.
Auf der schlichten Rückseite befindet sich lediglich die Titelliste, die Songtexte liegen nicht bei.
Die Erstausgabe erschien bei Warner Brothers, das Cover dieser Erstpressung stellte unter der Überschrift "The ELECTRIC LIGHT ORCHESTRA in" den Albumtitel in großen im Comic-Stil gehaltenen rot-gelben Buchstaben dar. Am unteren Bildrand stürmt eine in blau-gelb gehaltene Menge vor einem gleißend gelben Licht davon. Die Rückseite des aufklappbaren Covers ist aufwendiger gestaltet, innen sind Fotos eines Live-Auftrittes abgebildet.

## Titelliste

### Seite A
1. Daybreaker (Jeff Lynne) – 5:30
2. Showdown (Jeff Lynne) – 8:30
3. Daytripper (Paul McCartney/John Lennon) – 6:37

### Seite B
1. 10538 Overture (Jeff Lynne) – 5:30
2. Mik’s Solo/Orange Blossom Special (Michael Kaminski/E. T. Rouse) – 2:12
3. Medley: In The Hall Of The Mountain King/Great Balls Of Fire (Jan Hammer/O. Blackwell) – 6:42
4. Roll Over Beethoven (Chuck Berry) – 5:40